# Listă de supraviețuitori ai lagărelor de concentrare naziste
Aceasta este o listă de supraviețuitori ai lagărelor de concentrare naziste:
- Devy și Sami Abraham [1][2]
- Otto Adler [3]

- Liviu Beriș [4]
- Iren Berenstein [5]
- Zotan Blum [6]

- Andrei Călărașu (Bernard Gropper)

- Hédi Fried [7]

- Ruth Glasberg Gold [8]
- Andrei Gluck [9]
- Ioan Gottlieb
- Traian Grancsea [10]

- Libe Havas-Burihovici [11]

- Miriam Korber-Bercovici [12]

- Olga Lengyel

- Igor Malițki[13]
- Klara Marcus [14]
- Elisabeta Mendel [15]

- Goetherer Piroska [16]

- Juliana Reisman [17]

- Ștefan Șandor [18]

- Iancu Țucărman [19]

- Leonard Zăicescu [20]

- Singurii evrei care au scăpat vii din mâna doctorului Joseph Mengele au fost o trupă de circari pitici români [21]